# Martinet de Berlioz
Apus berliozi
Espèce
Statut de conservation UICN

 LC  : Préoccupation mineure
Le Martinet de Berlioz (Apus berliozi) est une espèce d'oiseau appartenant à la famille des apodidés.

## Nomenclature
Son nom normalisé français comme son nom scientifique rendent hommage à l'ornithologue français Jacques Berlioz.

## Répartition et sous-espèces
Cet oiseau est réparti en deux sous-espèces :
- Apus berliozi berliozi Ripley, 1965 — Socotra
- Apus berliozi bensoni Brooke, 1969 — Somalie et litoral sud de la péninsule arabique